# Dominique Quessada
Dominique Quessada est un écrivain et philosophe, né le 7 juillet 1955. Parallèlement, il a travaillé pour plusieurs agences de communication depuis les années 1980.
Chargé de séminaire au Collège international de philosophie, il fait également partie du comité de rédaction de la revue Multitudes.

## Du retour critique sur la publicité à l'investigation de l'Etre sous de nouveaux rapports
Le travail de Dominique Quessada s'organise autour d'une disqualification de la philosophie traditionnelle - dont il s'agit de démonter l'illusion à prétendre régenter le réel du dehors sur le mode de l'injonction organisatrice - et à rebours d'une mise en évidence d'une ontologie qui, débarrassée des anciens cadres conceptuels qui en évitaient l'émergence, tente de penser l'Etre comme inséparation. En ce sens, le travail critique est préparation à ce qui doit pouvoir se penser hors d'un cadre conceptuel limitatif - identifié par les principes initialement posés par la philosophie grecque.

### Philosophie et publicité
Ainsi, L'Esclavemaître semble d'abord se présenter comme une critique de la société de consommation, une analyse de la communication dans le monde moderne, mais l'œuvre est fondamentalement orientée vers la question de l'Etre. Son objet est donc double : un thème apparent - le lien refoulé entre philosophie et publicité - et un questionnement réel - le déclassement de la figure de l'Autre, la mise en cause de la séparation et de ses retournements dialectiques comme moyens appropriés de s'approprier l'Etre.
On glisse ainsi d'un ton à un autre - du retour critique sur l'activité publicitaire comme continuation de la philosophie par d'autres moyens à un retour à l'Etre comme dépris d'une catégorisation du discours qui a conduit à le masquer sous couvert de le dévoiler. L'analyse se dégage peu à peu du dialogue avec les penseurs contre lesquels elle s'est pensée - en premier lieu le Platon de La République - pour se découvrir elle-même comme une pensée qui a quelque chose à établir, mais sur un autre plan - celui de l'Etre, une fois libéré du cadre limitatif de la pensée dialectique, autrement dit de la tentative méthodique de dépassement de la contradiction - et donc de la séparation - pensée comme initiale.
Il s'agit d'enquêter sur le refoulé de la philosophie comme science de la vérité - et de l'Etre - dont la dignité la met à part de toutes les autres formes d'enquête sur le réel - distance ici questionnée comme l'indice non d'une possibilité de la philosophie à saisir son objet avec le recul nécessaire à l'objectivité, mais comme celui d'un ratage initial - les noces manquées de la philosophie et de l'action politique. Le rêve de la philosophie est décrit comme la volonté de régenter le réel par le biais de l'injonction conceptuelle, mais la philosophie échoue à organiser le monde du dedans parce qu'elle s'institue comme un discours du dehors. Elle ne peut ainsi se saisir du désir que sur le mode de ce qu'il faudrait réduire - or on ne peut conduire ce à quoi on s'oppose.
Le discours publicitaire est présenté, d'une façon qui peut paraître provocante, comme l'avatar ultime de la philosophie qui ne peut pourtant se reconnaître en lui, tant tout semble les opposer. C'est que la philosophie prétend elle aussi soumettre à la raison tous les aspects de l'existence. Le discours publicitaire n'est pas, comme on pourrait trop rapidement le penser, une domination par l'image ni une simple expression rhétorique mais fait fond sur une confiance en la rationalisation qui s'inscrit dans une filiation dévoyée, mais réelle, avec la philosophie. Celle-ci pense le monde de trop loin pour pouvoir s'y incarner et authentiquement le conduire, là où la publicité y dessine des lignes de force qui n'ont certes pas l'élégance d'un système, mais qui font surgir de nouvelles figures parmi les étants. Cette transformation ne relève pas d'une intention, d'une volonté, mais d'un effet de structure de ce discours qui tend aujourd'hui, pour le meilleur ou pour le pire - là n'est pas la question - à assumer la fonction de discours des discours autrefois tenue par la philosophie : à ce titre le discours publicitaire redessine le cadre de notre rapport au monde sans préméditation mais de façon effective. Il se substitue ainsi à la philosophie parce qu'il ne fait pas que vendre dans et par le langage - il n'est pas qu'une rhétorique. Il s'impose aux autres discours comme ce qui doit les normer, en particulier le discours politique qui, croyant placer la publicité à son service, s'y aliène.

### L'individu autophage, l'esclavemaître
Dans ce dispositif, La Société de consommation de soi s'est chargé d'enquêter préalablement sur le principe d'autophagie qui règle la société contemporaine : l'individu se consomme lui-même à la fois parce qu'il est sans cesse mis à contribution, à travers diverses procédures, pour définir ce qu'il va par la suite consommer et parce qu'il se définit à travers ce qu'il consomme, en particulier à travers le jeu d'identification fluctuante à des marques - il se produit ainsi lui-même en même temps qu'il est dépendant à ce qui le produit, ce qui jette les bases du concept d'esclavemaître, dans lequel l'individu est simultanément maître et esclave - et non plus successivement comme dans l'ancien cadre dialectique. Dans ce contexte, le discours publicitaire est l'agent de la dissolution des frontières dans un espace commun tout autant que celui de la promotion de valeurs qui dépassent de bien loin la simple réclame cherchant à valoriser un produit : se présentant comme une alternative au discours politique traditionnel, il vise au dépassement de l'État au nom d'une efficacité supérieure, par sa capacité intégrative, à produire un champ social unifié débarrassé des tensions.

### Vers un monde sans Autre
On rejoint ainsi les thèmes de la seconde partie de L'Esclavemaître, qui opère le basculement de la critique des rôles respectifs de la philosophie et de la publicité vers celui de l'ontologie. 
De fait, le discours publicitaire est une des voix par lesquelles se révèlent de nouveaux cadres conceptuels, précisément parce qu'il donne voix à la chose, à l'objet, qui cesse d'être ce qui est seulement perçu par un sujet pour devenir ce qui constitue le sujet dans son rapport à soi-même et à l'Etre. Ce sujet même sort de tout rapport dialectique dont il incarne le dépassement - esclavemaître, il est le sans Autre dans un monde dont plus généralement toute altérité est bannie par intégration des parties à un espace dépourvu d'extériorité, un espace global. En ce sens, l'individu autophage congédie le sujet, partant la dualité du sujet et de l'objet - vestiges historiques d'une certaine philosophie, au moment où le logos trouve d'autres moyens, plus effectifs, de prendre en charge le réel.
Ces thèmes se retrouvent repris et amplifiés dans le Court traité d'altéricide (2007), précédé d'un dialogue avec le philosophe allemand Peter Sloterdijk, qui permet de pointer les enjeux du texte et, au-delà, les enjeux d'une tentative philosophique pour aborder le monde contemporain. L'ouvrage fait l'économie de la partie critique désormais avérée et jette les bases d'une nouvelle cartographie de l'Etre : il s'agit de mettre à jour, de façon plus directe, les implications de la disparition de l'Autre - comme ce dont nous sommes séparés - non pas sur le mode de la déploration mais sur celui du dépassement du deuil, afin de penser ce qui est à travers un langage dépouillé de cadres conceptuels auxquels on avait fini par identifier la pensée elle-même, alors qu'ils n'en ont été qu'une possibilité qui s'est donnée de façon erronée pour son essence. Cela passe par la mise en exergue de la disqualification de la dimension du temps au profit de celle de l'espace - non que le temps cesse d'être irréversible, mais la représentation qui domine est celle d'un temps gelé, d'un temps qui n'existe qu'au présent, sitôt né et sitôt disparu, temps de l'obsession de la jeunesse et de la nouveauté, temps de l'actualité qui s'engloutit elle-même sans devenir. Au contraire, l'espace est ce qui reste toujours à développer et conquérir - ce dont le cyberespace est un signe - et devient l'élément dans lequel le discours doit trouver ses conditions d'existence, sur des "supports" qui garantissent sa présence dans les médias. L'ordre de la succession cède le pas devant celui de la juxtaposition ; la dimension du devenir, qui était aussi celle de la négativité et donc de l'altérité, est gommée au profit de ce qui inclut et intègre. Les conditions de possibilité de la dialectique sont ainsi réduites à rien à l'ère de la globalisation, tandis que se redistribuent les cartes dans le domaine du politique, du fait des affinités entre pouvoir et espace - le pouvoir n'existant que dans le cadre d'un territoire qu'il s'agit d'ordonner ou de conquérir. Ainsi s'ouvrent de nouvelles possibilités dont il ne s'agit pas tant de dire si elles sont mauvaises ou bonnes, mais de reconnaître qu'elles sont.

### Sans dehors ni dedans
L'Inséparé prend directement à corps la question du réel. L'altéricide ayant été constaté, il s'agit d'en prendre acte, afin de contribuer à poser les concepts qui permettront de s'orienter dans un monde sans Autre - monde qui est le nôtre mais dans lequel nous nous trouvons nécessairement désorientés, du fait de notre longue accoutumance aux catégories nées et nourries de la séparation, comme fêlure initiale à partir de laquelle le rapport de l'homme à l'Etre a été pensé dans la philosophie occidentale depuis Platon. Cela suppose de se questionner sur l'Autre non plus comme essence mais comme fonction structurante de la pensée occidentale. Constater que cette fonction s'est désactivée implique d'en mesurer les impacts pour la culture, la morale, la connaissance, l'économie, le politique, l'écologie - pour tout ce qui s'est édifié sur le mythe de la séparation et qui se trouve ébranlé et reconfiguré de par l'effacement de ce qui le fondait.
Il est question, au fond, de l'abandon par l'homme de la place qu'il s'était illusoirement donné comme être fondamentalement et initialement à la fois à part et au centre - renoncement rendu nécessaire par des découvertes qui n'ont eu de cesse, l'une après l'autre, de remettre l'homme dans le monde au milieu des étants, sans privilège ontologique : le temps du face-à -face (entre sujet et objet) étant révolu, il s'agit de forger une ontologie de l'inséparation plus propre à donner à lire le monde, dans la crise de l'humanisme et des valeurs qui y sont associées, que celle qui reposait sur la posture de l'homme comme l'Autre du monde. Il s'agit de congédier la métaphysique sans la rappeler toujours par l'usage de termes qui l'évoquent encore au moment où ils prétendent l'éradiquer - il s'agit de se passer d'elle et non pas de la dépasser.
L'idée d'an-altérité mène à celle d'inséparation parce que l'Autre est tout ce dont je suis séparé - sans privilège exclusif de l'autre conscience : ici, êtres pensants et non pensants se trouvent mis en relation d'équivalence, ce qui fait fond sur la révocation de la distinction classique entre chose et personne. Si l'Autre est ce dont je suis séparé, l'inséparation caractérise le monde sans Autre - remettant à plat les catégories selon lesquelles nous nous étions habitués à penser.
Nous nous sommes persuadés que les êtres, nous-mêmes et l’Être en général étions tous dotés d’un dehors et d’un dedans. Le dehors est ce qui est sous le regard, le dedans est l’objet de notre curiosité et de notre insatiable soif de savoir : rendre visible l’invisible, déceler ce qui était caché, tirer à la lumière ce qui était obscur. La transcendance n’est rien d’autre que l’idée métaphysique d’un dedans inaccessible, à tel point qu’il se donne comme un au-delà ou un en-dehors du monde.
Or le dedans n’est qu’une hypostase illusoire. Creuser – le sol tout autant qu’un problème – c’est non pas révéler ce qui était caché à l’intérieur et qui devient accessible de l’extérieur, c’est au contraire révéler l’inexorable contiguïté de ce qui est, à savoir un plan d’inséparation, dont les étants quels qu'ils soient ne sont que des modalités. Il peut connaître des replis mais jamais de ruptures – surface sans dehors ni dedans, mais indéfiniment repliable sur elle-même dans des configurations indénombrables et indéfinies. Ainsi, ce plan d’inséparation n’est pas un contenant dans lequel on serait soi-même compris au milieu des êtres, mais plutôt un espace dont on est soi-même un  repli - et non pas un fragment -, en parfaite contiguïté avec les étants quels qu’ils soient. Nous sommes des êtres sans bords dans un monde que nous sommes, et où nous ne sommes pas.
Voilà pourquoi la dignité de la personne ne peut faire face, dans un monde dés-hiérarchisé, à l'absence de mérite de la chose : "les objets ne sont pas moins dignes de l'Etre que les sujets". C'est la coappartenance et l'interdépendance qui nous définissent comme des êtres qui ne préexistent pas aux interrelations dans lesquels ils émergent. De là la nécessité de repenser la morale, le droit et en particulier les droits de l'homme, puisque ce n'est plus le sujet mais la relation, plus l'individu mais l'Etre commun, qui deviennent la donnée centrale. 
Les objections que semble nous imposer l'évidence (comme les limites du corps qui tendent à le poser comme un être séparé des autres dans une conception atomistique du réel) sont à prendre avec précaution : la mise au jour du plan d'inséparation suppose de regarder l’ensemble de ce que nous croyons percevoir sous un œil neuf - parce que rendu conscient du prisme de l’habitude. De fait, la séparation n’est pas un mode d’être, mais un mode de pensée qui se superpose à ce que nous pensons voir ou concevoir du réel. L'ontologie de l'inséparation permet ainsi de comprendre la logique de décloisonnement généralisée qui semble être la condition d'existence contemporaine des êtres et des choses, et donc de donner un sens à la capacité d'hybridation qui caractérise notre époque tant de façon esthétique qu'ontologique : cette  hybridation cesse d'être perçue seulement de façon réactionnaire (comme une corruption d'essences immuables, ce qu'elle est par ailleurs) pour être appréhendée dans sa capacité positive à générer des formes à partir de ce qui est là - sans aucune discrimination posée par une hiérarchisation des étants. 
De là la forme du livre lui-même : plus que les ouvrages antérieurs, L'Inséparé se présente comme une des formes hybrides qui illustrent la contamination générale des étants les uns par les autres -  philo-cation et évo-sophie, et non pas simple déclinaison de concepts. De là encore la nécessité stylistique de recourir fréquemment à la liste, de repasser aussi sur ce qui vient d’être dit, encore mais toujours autrement, comme pour mieux débusquer les partis pris tirés d’une longue fréquentation, si intimement culturelle, avec les concepts qui tirent leur sève de l’idée de séparation. Car il faut sortir de l'identification de la philosophie à la métaphysique et à la dialectique pour pouvoir être philosophe sans  que la pensée soit toujours déjà engrammée par une armature conceptuelle héritée et qui tend à se donner comme indépassable.

## Publications
- Le Dos du collectionneur : une photographie de l'enfermement, Paris, Éditions Méréal/Maison européenne de la photographie, 1999[26].
- La Société de consommation de soi, Paris, Verticales, 1999.
- Le Nombril des femmes, Paris, Seuil, 2001, 2006.
- L'Esclavemaître : l'achèvement de la philosophie dans le discours publicitaire, Paris, Verticales, 2007.
- Court Traité d'altéricide, précédé de À tombeau ouvert, dialogue avec Peter Sloterdijk, Paris, Verticales-Phase deux, 2007.
- L'Inséparé, Paris, Presses Universitaires de France, 2013.
- Avec Raphaël Liogier,  Manifeste Métaphysique. Et si on refaisait le monde ? , Les Liens qui libèrent, 2019[27]